# ディス・タイム (カルチャー・クラブのアルバム)
| 専門評論家によるレビュー | 専門評論家によるレビュー |
| レビュー・スコア         | レビュー・スコア         |
| 出典                     | 評価                     |
| ------------------------ | ------------------------ |
| AllMusic                 | [ 1 ]                    |

『ディス・タイム』(This Time – The First Four Years) は、イギリスのニュー・ウェイヴ・グループ、カルチャー・クラブが、1987年4月6日にヴァージン・レコードからリリースした、公式には最初のグレイテスト・ヒット・アルバム。バンドの解散後、1年を経てリリースされたものである。

## 概要
本作は、初のコンピレーション・アルバムであり、カルチャー・クラブの最も成功したヒット曲ばかりが収録されている。アルバム収録曲の中で「ブラック・マネー (Black Money)」だけが唯一本作以前にシングルとして発売されたことがなかった。この曲はもともと2枚目のアルバム『カラー・バイ・ナンバーズ (Colour by Numbers)』に収められていた曲であり、本作の販売促進のためにシングルとしてリリースする運びだったが、結局のところ実現しなかった。
本作には彼らの全てのアルバムから広く楽曲が採られているが、特に『カラー・バイ・ナンバーズ』の収録曲は半分以上が選ばれており、さらに映画『エレクトリック・ドリーム (Electric Dreams)』のサウンドトラックに提供された「ラヴ・イズ・ラヴ (Love Is Love)」も収録されている。多くの国においては、ヒット曲「タイム (Time (Clock of the Heart))」が収録された最初のアルバムであった。
CDとカセットでは、さらに2つのトラックが追加されており、「アイル・タンブル・4・ヤ! 〜君のためなら (I'll Tumble 4 Ya)」のリミックスと、2曲のリミックスをメドレーにした「イッツ・ア・ミラクル (It's a Miracle)」と「ミス・ミー・ブラインド (Miss Me Blind)」が入っている。
本作に収録された楽曲の大部分は、その後にリリースされた数多くのコンピレーション・アルバムで何度も取り上げられることになった。
本作の日本盤CDにおける日本語の曲名は、日本盤シングル発売時の曲名と異なっている場合があり、「カーマは気まぐれ」は「カーマ・カメレオン」、「アイル・タンブル・4・ヤ! 〜君のためなら」は「アイル・タンブル・フォー・ヤー」と表記されている。

## トラックリスト
1. カーマ・カメレオン (Karma Chameleon) - 4:01 (O'Dowd/Hay/Craig/Moss/Pickett) 『カラー・バイ・ナンバーズ』より
2. チャーチ・オブ・ザ・ポイズン・マインド (Church of the Poison Mind) - 3:31 (O'Dowd/Hay/Craig/Moss) 『カラー・バイ・ナンバーズ』より
3. ミス・ミー・ブラインド (Miss Me Blind) - 4:29 (O'Dowd/Hay/Craig/Moss) 『カラー・バイ・ナンバーズ』より
4. タイム (Time (Clock of the Heart)) - 3:43 (O'Dowd/Hay/Craig/Moss) 『キッシング・トゥ・ビー・クレヴァー』より
5. イッツ・ア・ミラクル (It's a Miracle) - 3:25 (O'Dowd/Hay/Craig/Moss/Pickett) 『カラー・バイ・ナンバーズ』より
6. ブラック・マネー (Black Money) - 5:19 (O'Dowd/Hay/Craig/Moss) 『カラー・バイ・ナンバーズ』より
7. 君は完璧さ (Do You Really Want to Hurt Me) - 4:24 (O'Dowd/Hay/Craig/Moss) 『キッシング・トゥ・ビー・クレヴァー』より
8. ムーヴ・アウェイ (Move Away) - 4:10 (O'Dowd/Hay/Craig/Moss/Pickett) 『ラグジャリー・トゥ・ハートエイク』より
9. アイル・タンブル・フォー・ヤー (I'll Tumble 4 Ya) - 2:35 (O'Dowd/Hay/Craig/Moss) 『キッシング・トゥー・ビー・クレバー』より
10. ラヴ・イズ・ラヴ (Love Is Love) - 3:52 (O'Dowd/Hay/Craig/Moss) 『エレクトリック・ドリーム』より
11. 戦争のうた (The War Song) - 3:59 (O'Dowd/Hay/Craig/Moss) 『ハウス・オン・ファイアー』より
12. ヴィクティムズ (Victims) - 4:55 (O'Dowd/Hay/Craig/Moss) 『カラー・バイ・ナンバーズ』より
13. アイル・タンブル・フォー・ヤー（US12"リミックス） (I'll Tumble 4 Ya" (U.S. 12" Remix)) - 4:40 (O'Dowd/Hay/Craig/Moss) [CD/MC bonus track] 『キッシング・トゥー・ビー・クレバー』より
14. イッツ・ア・ミラクル/ミス・ミー・ブラインド（US12"リミックス） (It's a Miracle/Miss Me Blind" (U.S. 12" Remix)) - 9:12 (O'Dowd/Hay/Craig/Moss/Pickett) [CD/MC bonus track] 『カラー・バイ・ナンバーズ』より

## チャート
| チャート                      | 最高位 |
| ----------------------------- | ------ |
| イギリス 全英アルバムチャート | 8      |